# Tralfamadore
Tralfamadore är en planet någonstans långt, långt borta som förekommer i flera av Kurt Vonneguts böcker.

## Planeten Tralfamadore
Planeten Tralfamadore bebos av tralfamadorianer, som är varelser som lever i fyra dimensioner och alltså har full kontroll över tiden. Varelserna är två fot höga, har sugkoppar som håller dem fast i marken de står på och deras kropp ser ut som ett skaft med ett öga på, och detta skaft pekar för det mesta rakt upp.

## Tralfamadoriansk tid
Tralfamadoriansk tid är inte punktuell och linjär som den är för människor med ögonblick som följer på varandra i en oändlig längd. Istället existerar alla ögonblick hela tiden. En tralfamadorian har inte bra dagar och dåliga dagar, eftersom han kan bortse från de dåliga ögonblicken och istället fokusera på de bra ögonblicken. ”Tiden är som en bilderbok. Man kan titta på de sidor men gillar, och vända bort dem man inte gillar.” säger en Tralfamadorian någonstans.

## Tralfamadorianer och döden
Döden och dödsögonblicket är odramatiskt för Tralfamadorianer, eftersom en individ alltid har dött i det ögonblicket och alltid kommer att dö i det ögonblicket. En människa verkar alltså bara dö ur en Tralfamadoriansk varelses perspektiv. I själva verket fortsätter personen att leva i alla andra ögonblick. Även ögonblicken före födelsen och efter döden existerar givetvis för varje tralfamadorian, men de är på något sätt ganska tomma.

## Tralfamadoriansk pornografi
All pornografi på Tralfamadore har med mat att göra. En typisk tralfamadoriansk pornografisk film handlar om excesser i mat och transportsträckor mellan dessa excesser. Filmerna innehåller scener där människor äter, och kamerorna zoomar ofta in fettglänsande läppar som öppnas och där mat stoppas in med sensuella gester.

## Tralfamadorianer och jordevarelser
Tralfamadorianer anser att jordevarelser är ganska begränsade och bakåtsträvande. De är så bakom i tralfamadorianernas ögon att de tror på någonting som Den Fria Viljan. Fri vilja kan enligt deras perception inte existera, då den förutsätter att man kan ändra de ögonblick som alltid har funnits och alltid kommer att finnas. Och det kan man ju inte.

## Tralfamadorianer och Kurt Vonnegut
Kurt Vonnegut använder "den tralfamadorianska paradigmen" för att upplysa oss om våra begränsningar. Om vi förstår den tralfamadorianska livsfilosofin, som baseras på en slags insikt om tidens beskaffenhet, och uppfattar den som trolig, så ger sig våra begränsningar också automatiskt. För en tralfamadorian är ett krig till exempel inte möjligt att stoppa - det har alltid börjat i ett visst ögonblick och kommer alltid att börja i det ögonblicket. För en optimistisk jordevarelse är detta inte uppenbart.